# Rue Santa Fe
 (avril 2015).
Si vous disposez d'ouvrages ou d'articles de référence ou si vous connaissez des sites web de qualité traitant du thème abordé ici, merci de compléter l'article en donnant les références utiles à sa vérifiabilité et en les liant à la section « Notes et références ».
Rue Sante Fe (Calle Santa Fe) est un documentaire franco-belgo-chilien réalisé par Carmen Castillo et sorti au cinéma en décembre 2007.
Le synopsis du film porte sur la  mémoire et l'histoire du Chili, mais aussi sur la vie de la réalisatrice elle-même. Carmen Castillo raconte aussi dans ce film son vécu en tant que femme de Miguel Enriquez, chef de la Résistance contre la dictature de Pinochet et mort au combat, rue Santa Fe, dans les faubourgs de Santiago du Chili, le 5 octobre 1974.